# 二軒屋駅
二軒屋駅（にけんやえき）は、徳島県徳島市南二軒屋町一丁目にある、四国旅客鉄道（JR四国）牟岐線の駅である。駅番号はM02。

## 歴史
- 1913年（大正2年）4月20日：阿波国共同汽船の駅として開業[1]。同時に国有鉄道が借上げ（小松島軽便線）。
- 1917年（大正6年）9月1日：阿波国共同汽船が買収・国有化。
- 1961年（昭和36年）4月1日：小松島線徳島 - 中田間の分離により牟岐線に所属変更。
- 1973年（昭和48年）10月1日：貨物の取り扱いを廃止[1]。
- 1984年（昭和59年）2月1日：荷物扱い廃止[1]。
- 1987年（昭和62年）4月1日：国鉄分割民営化によりJR四国の駅となる[1]。
- 2010年（平成22年）10月1日：無人化[2][3]。

## 駅構造
島式1面2線のホームである。留置側線がある。駅舎は地上駅舎となっている。
構内には居酒屋「0番線 丸川」がある（かつてはJR四国子会社『ステーションクリエイト徳島』（現・JR四国ステーション開発）が「0番線」を経営していたが、現在は個人経営に移行）。かつては駅舎内の改札に隣接する店舗にJR四国子会社が運営するパン屋『ウィリーウィンキー』二軒屋店が入居していたが、撤退。その後、個人経営の雑貨店・喫茶店『ゆかい社中そらぐみ』（2009年頃）が入居したが後に撤退した。駅舎内の改札に隣接する店舗跡には2015年（平成27年）5月9日にコワーキングスペースの「トレイン・ワークス二軒屋店」が開設された。2022年（令和4年）11月30日に「トレイン・ワークス二軒屋店」が閉鎖した。
トイレは男女共用水洗式トイレである（かつては男女共用汲み取り式トイレであった）。駅舎前に公衆電話、白ポストがある。
2024年（令和6年）8月頃、1番線（徳島方面）のワンマン乗車位置のステッカーが新設された。

### のりば
| のりば | 路線    | 方向 | 行先           |
| ------ | ------- | ---- | -------------- |
| 1      | ■牟岐線 | 上り | 徳島・高松方面 |
| 2      | ■牟岐線 | 下り | 阿南・牟岐方面 |

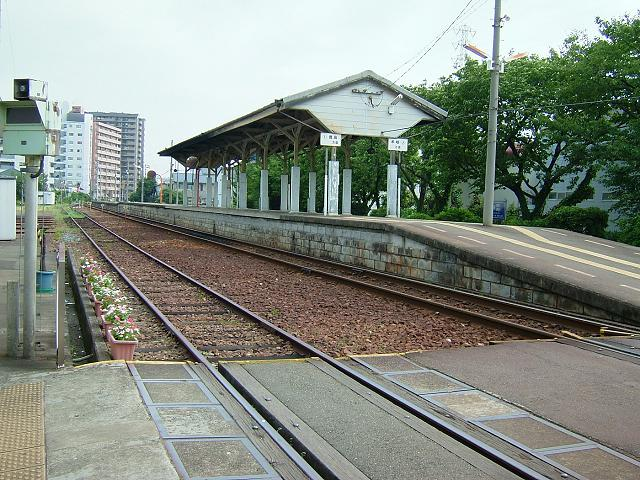
プラットホーム（2005年8月、スロープに柵が付く前）
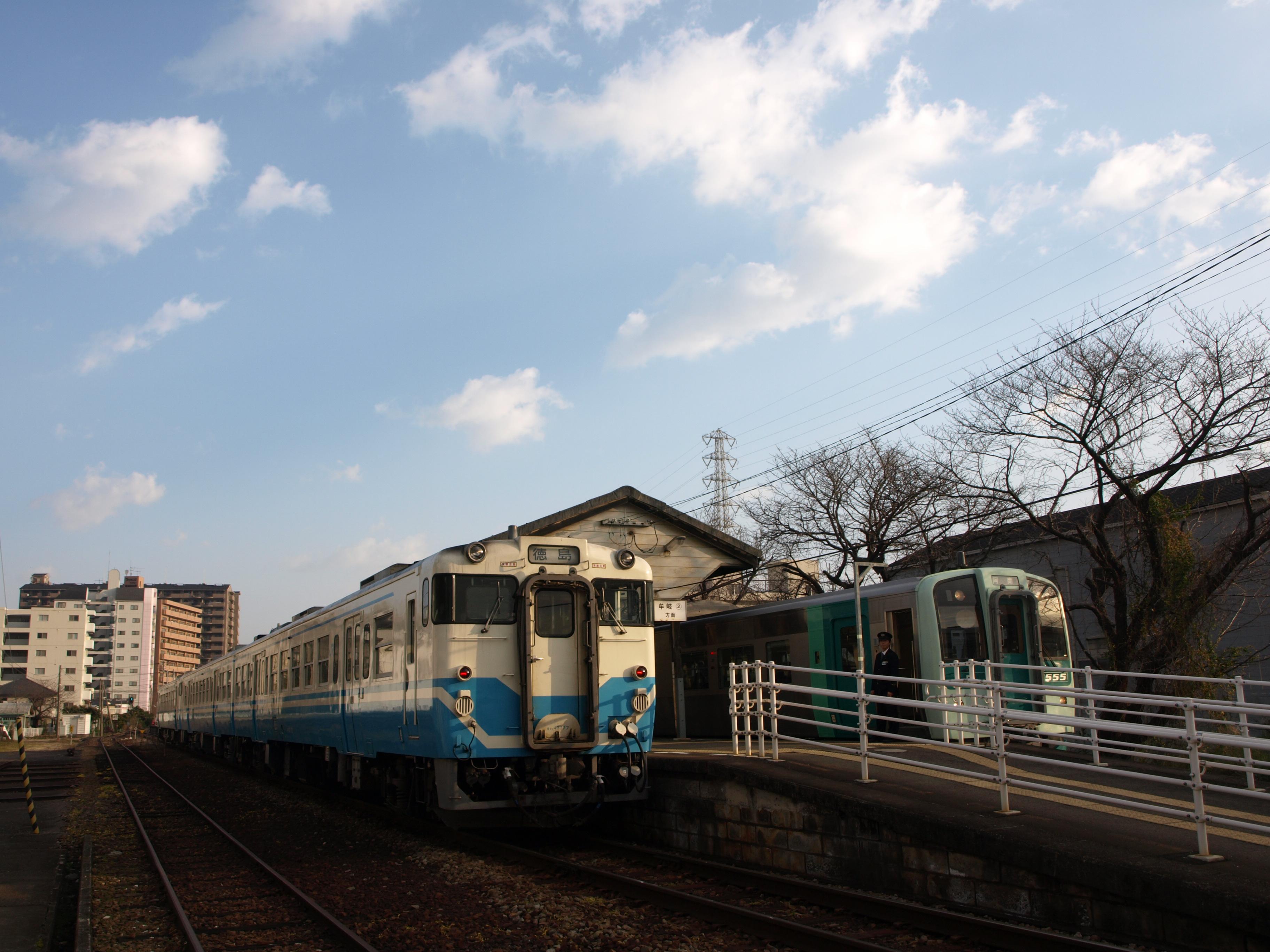
プラットホーム（2014年1月、スロープに柵が付いた後）

## 利用状況
1日平均乗車人員は下記の通り。
| 1995年度 | 564人 |  |  | 2005年度 | 393人 |  |  | 2015年度 | 545人 |  |  |
| 1996年度 | 605人 |  |  | 2006年度 | 410人 |  |  | 2016年度 | 546人 |  |  |
| 1997年度 | 549人 |  |  | 2007年度 | 416人 |  |  | 2017年度 | 574人 |  |  |
| 1998年度 | 493人 |  |  | 2008年度 | 424人 |  |  | 2018年度 | 623人 |  |  |
| 1999年度 | 477人 |  |  | 2009年度 | 421人 |  |  | 2019年度 | 633人 |  |  |
| 2000年度 | 454人 |  |  | 2010年度 | 454人 |  |  | 2020年度 | 543人 |  |  |
| 2001年度 | 447人 |  |  | 2011年度 | 455人 |  |  | 2021年度 | 574人 |  |  |
| 2002年度 | 419人 |  |  | 2012年度 | 470人 |  |  |          |       |  |  |
| 2003年度 | 414人 |  |  | 2013年度 | 508人 |  |  |          |       |  |  |
| 2004年度 | 405人 |  |  | 2014年度 | 518人 |  |  |          |       |  |  |

## 駅周辺
行政機関
- 徳島市役所八万支所
- 徳島中央警察署はちまん交番

郵便局
- 日本郵便徳島二軒屋郵便局
- 日本郵便徳島城南郵便局

金融機関
- 阿波銀行二軒屋支店
※阿波銀行八万支店は、当支店のブランチインブランチとなっている。
- 徳島大正銀行二軒屋支店
- 徳島大正銀行八万支店
- 徳島信用金庫二軒屋支店

教育機関
- 社会福祉法人城南福祉会城南こども園
- 徳島市八万幼稚園
- 徳島市八万小学校
- 徳島市八万中学校
- 徳島県立城南高等学校
- 徳島県立徳島視覚支援学校、徳島県立徳島聴覚支援学校
- 徳島市八万中央コミュニティセンター
  - 徳島市八万中央児童館

社寺・史跡
- 忌部神社
- 沖魂神社
- 遵敬寺
- 潮見寺
- 焼香庵（オッパショ石）

道路
- 国道438号
- 徳島県道136号宮倉徳島線

商業施設
- マルナカ二軒屋店
- マルヨシセンター城南店
- 業務スーパー 徳島店
- ダイソー徳島二軒屋店（FC店キョーエイ）

その他
- 徳島製粉本社・工場

## バス路線
- 徳島バス「二軒屋駅前」停留所
  - 法花線・渋野線・五滝線が経由。

## 隣の駅
四国旅客鉄道（JR四国）
■牟岐線
■普通
阿波富田駅 (M01) - 二軒屋駅 (M02) - 文化の森駅 (M03)